# Sabinópolis
Sabinópolis este un oraș în Minas Gerais (MG), Brazilia.